# Olanger Stausee
Der Olanger Stausee (auch Welsberger Stausee, Welsberger See oder Olanger See, italienisch Lago di Valdaora) liegt im oberen Pustertal in Südtirol.
Er staut den Fluss Rienz auf einer Höhe von bis zu 1055 m und erreicht eine Fläche von bis zu 44 ha. 
Der Stausee dient der Energiegewinnung. Das zugehörige Wasserkraftwerk Bruneck-Olang nutzt zusätzlich zum Wasser des Stausees noch Fassungen an den Rienz-Nebenflüssen Antholzer Bach, Brunstbach, Furkelbach und Wielenbach.
Die Anlage wurde in den Jahren 1957–1959 von Montecatini errichtet, wobei die Talgründe geflutet wurden. Seit 2008 wird die Wasserkraft vom Südtiroler Energieunternehmen SEL, jetzt Alperia, zur Stromgewinnung genutzt.

## Technische Daten
- Wassernutzung der Rienz und ihrer Nebenflüsse Antholzer Bach, Brunstbach, Furkelbach, Wielenbach
- Inbetriebnahme des Wasserkraftwerks 1958
- Inbetriebnahme des Stausees 1959
- Einzugsgebiet des Wasserkraftwerks 588 km²
- Maximale ableitbare Wassermenge 22 m³/s
- Fallhöhe 200,75 m
- Fassungsvermögen des Stausees 4.800.000 m³
- Durchschnittliche Jahresproduktion 144.200.000 kWh
- Maximale Leistung 42 MW